# Balzanpriset
Balzanpriset delas årligen sedan 1961 ut av International Balzan Foundation för enastående arbete inom vetenskap eller humanism. Varje år väljs fyra vinnare, två inom naturvetenskap, matematik eller medicin och två inom litteratur, kultur eller humanism.